# Luis Zarzalejo
José Luis Zarzalejo Soto (Maturín, 7 de noviembre de 1942-3 de marzo de 2017) fue un exfutbolista venezolano que se desempeñaba como defensor. Jugó en seis partidos para la selección de fútbol de Venezuela entre 1967 y 1969. También formó parte de la escuadra de Venezuela para el Campeonato Sudamericano de 1967.
Durante su carrera jugó en La Salle FC, Nacional Táchira y Deportivo Portugués, todos de Venezuela.